# Ipomoea rzedowskii
Ipomoea rzedowskii là một loài thực vật có hoa trong họ Bìm bìm. Loài này được E. Carranza, Zamudio & Murguia mô tả khoa học đầu tiên năm 1998.